# Tone Loc
Tone Loc, de son vrai nom Anthony Terrell Smith, né le 3 mars 1966 à Los Angeles, Californie, est un rappeur, acteur, compositeur et producteur de télévision et de musique américain.

## Discographie

### Albums studio
- 1989 : Lōc-ed After Dark
- 1991 : Cool Hand Lōc

## Filmographie

### comme acteur
- 1990 : The Adventures of Ford Fairlane de Renny Harlin : Slam the Rapper
- 1990 : The Return of Superfly (en)
- 1992 : Les Aventures de Zak et Crysta dans la forêt tropicale de FernGully (FernGully: the Last Rainforest) : Goanna (voix)
- 1992 : Bébé's Kids (en) : Pee Wee (voix)
- 1993 : La Revanche de Jesse Lee (Posse) : Angel
- 1993 : Poetic Justice : J Bone
- 1993 : Les Fous du surf ninja (Surf Ninjas) : Lieutenant Spence
- 1994 : A Cool Like That Christmas (TV) : Marvin (voix)
- 1994 : Car 54, Where Are You? de Bill Fishman (en) : Hackman
- 1994 : Ace Ventura, détective chiens et chats (Ace Ventura: Pet Detective) : Emilio
- 1994 : L'Apprenti millionnaire (Blank Check) : Juice
- 1994 : Aladdin (série télévisée) : Magma (voix)
- 1995 : Happily Ever After: Fairy Tales for Every Child (série télévisée) : Desmond Bear (voix)
- 1995 : Heat : Richard Torena
- 1996 : C-Bear and Jamal (série télévisée) : C Bear (voix)
- 1996 : Agent zéro zéro (Spy Hard) de Rick Friedberg : Gangster #1
- 1997 : Fakin' Da Funk : Frog
- 1998 : Freedom Strike : Tyler Haynes
- 1999 : Early Edition (série télévisée - Saison 3, épisode 16) : Derek
- 2000 : Whispers: An Elephant's Tale : Macho Bull (voix)
- 2000 : Titan A.E. : Tek (voix)
- 2001 : They Crawl : Clarence
- 2001 : Deadly Rhapsody : Jelly's Cousin
- 2002 : Orage virtuel (Storm Watch) (TV) : Ray
- 2004 : The WB's Superstar USA (série télévisée) : Panelist

### comme producteur
- 1996 : C-Bear and Jamal (série télévisée)

### comme compositeur
- 1996 : C-Bear and Jamal (série télévisée)